# Нёльсой
Нёльсой (фар. Nólsoy), Нольсё (дат. Nolsø) — один из Фарерских островов.
Остров площадью 10,3 км² находится в 5 км к востоку от Торсхавна и к югу от Эстуроя. Население Нёлсоя — 227 человек (2021), все они проживают в единственном на острове одноимённом поселении.
Нёльсой известен как одна из крупнейших птичьих колоний в Северной Атлантике и одна из самых больших колоний качурок в мире.
Остров и Торсхавн связывает морское сообщение, дорога занимает около 20—25 минут.

## Галерея

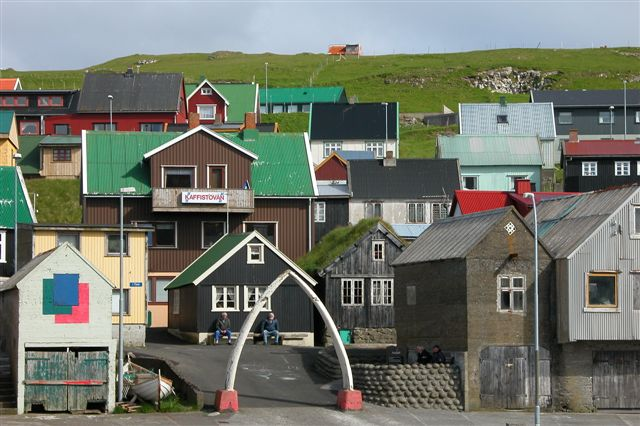
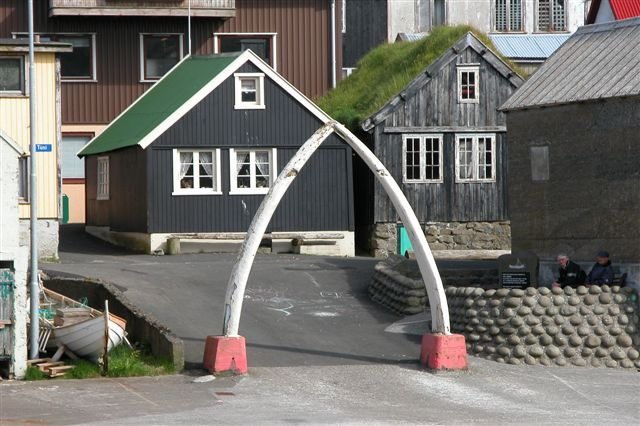
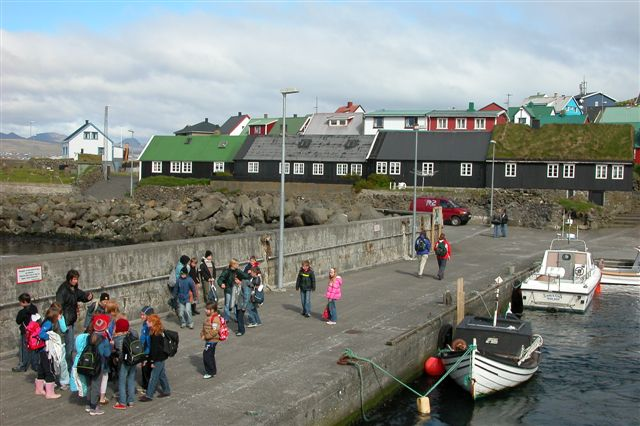
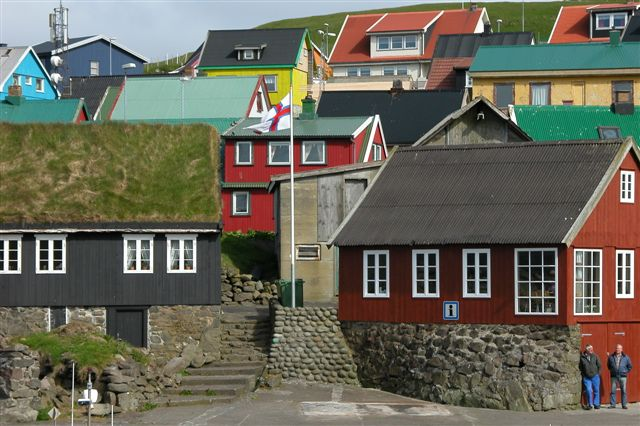